# Milites Templi
La bula Milites Templi (Soldados del Temple) fue promulgada por el papa Celestino II en 1144 con el objeto de incrementar los privilegios de la Orden de los Templarios. En ella se ordenaba al clero la protección de los caballeros de la Orden y a los fieles a contribuir con su causa, para lo cual permitió, una vez al año, la realización de una colación.
Junto con las bulas Omne datum optimum y Militia Dei, constituye la base jurídica de la Orden.
- Datos: Q93498